# Vostok 1
Vostok 1 (în rusă Восток 1, „Răsăritul” 1) a fost numele misiunii care a realizat primul zbor spațial cu echipaj uman din istoria omenirii. Lansată la 12 aprilie 1961, racheta Vostok 3KA a plasat pe orbită modulul spațial în care se afla cosmonautul sovietic Iuri Gagarin, prima dată când cineva a părăsit atmosfera terestră și ajuns pe orbită.